# استونگیت (کلرادو)
استونگیت (به انگلیسی: Stonegate) یک منطقهٔ مسکونی در ایالات متحده آمریکا است که در شهرستان داگلاس، کلرادو واقع شده‌است. استونگیت ۵٫۲ کیلومتر مربع مساحت و ۸٬۹۶۲ نفر جمعیت دارد و ۱٬۷۹۱ متر بالاتر از سطح دریا واقع شده‌است.